# Flor María Chalbaud
Flor María Chalbaud Castro (sinh ngày 3 tháng 7 năm 1921) là một trong những người sáng lập Hội Phụ nữ Bolivar và là Đệ nhất phu nhân Venezuela trong khoảng thời gian từ ngày 2 tháng 12 năm 1952 đến ngày 23 tháng 1 năm 1958.

## Tiểu sử
Vào ngày 4 tháng 2 năm 1945, Chalbaud kết hôn với Tướng Marcos Pérez Jiménez, và là Đệ nhất phu nhân Venezuela trong nhiệm kỳ tổng thống từ ngày 2 tháng 12 năm 1952 đến ngày 23 tháng 1 năm 1958. Cô là em họ của tổng thống Trung tá Carlos Delgado Chalbaud. Trong nhiệm kỳ tổng thống của Pérez Jiménez, cô được truyền thông quốc gia biết đến nhiều nhất với vai trò tại các sự kiện ngoại giao chính thức, nơi cô chủ trì hoặc tham gia với tên chính thức là "Doña Flor María Chalbaud Cardona de Pérez Jiménez".

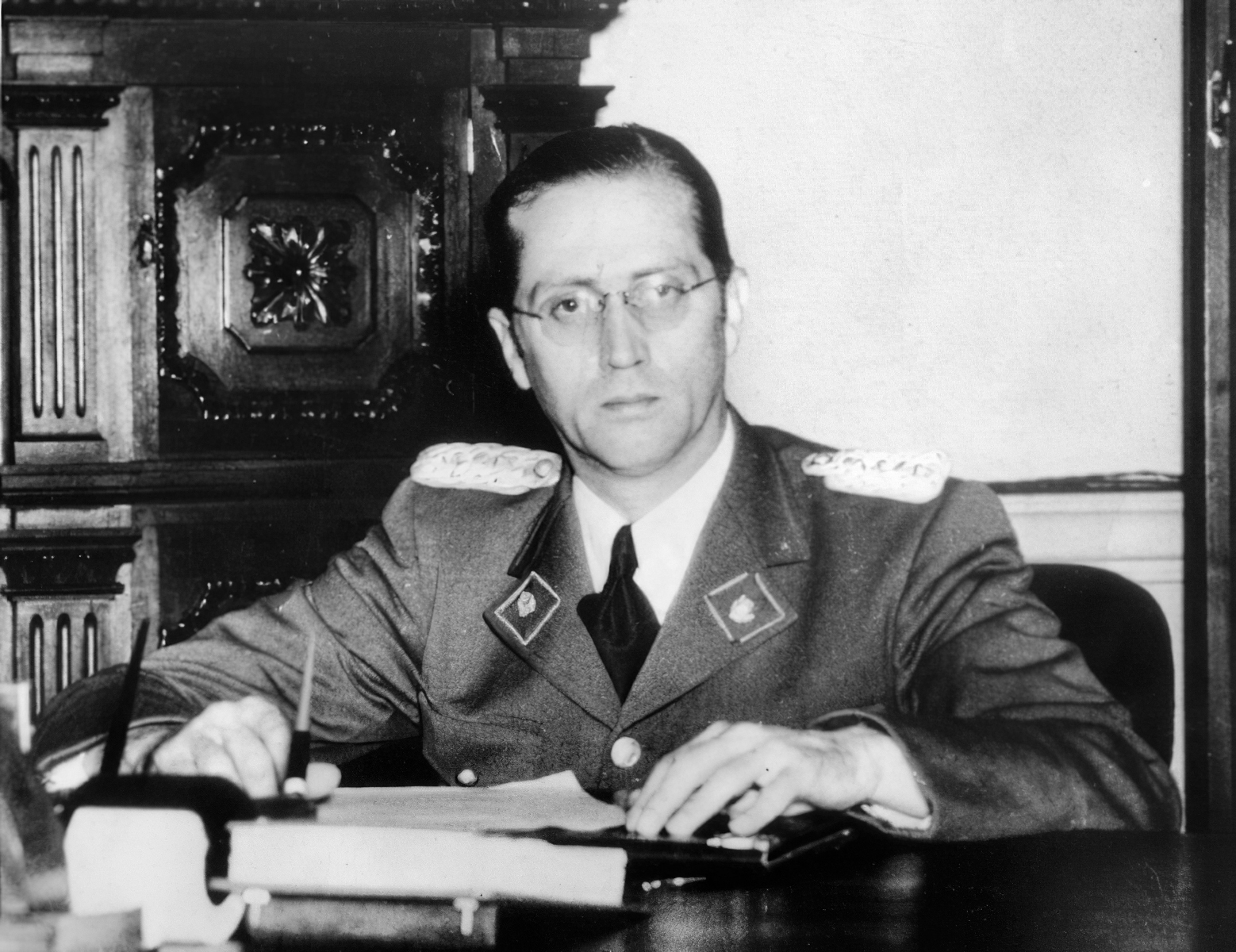
President Lieutenant Colonel Carlos Delgado Chalbaud, president of the Government Military Junta.

Chalbaud đã tham gia vào việc thành lập Hội Phụ nữ Bolivar, từ đó trở đi hội này được lãnh đạo bởi đệ nhất phu nhân Venezuela. Mục tiêu của tổ chức là "đảm bảo bằng mọi cách có thể là sự giúp đỡ của các bà mẹ và trẻ em Venezuela, và cống hiến cho các loại hình an sinh xã hội khác". Từ năm 1953 đến 1954, tổ chức này đã bắt đầu nỗ lực trên khắp đất nước như trường mẫu giáo, trường học, sân chơi và trung tâm bà mẹ. Nó cũng giao đồ chơi cho trẻ em vào những ngày đặc biệt, trong số các hoạt động khác.
Chalbaud vẫn duy trì mối quan hệ hôn nhân với Pérez Jiménez khi ông bị cáo buộc tội tham ô trong thập niên 1960 và những năm sống lưu vong ở Tây Ban Nha, cho đến khi ông qua đời ở Alcobendas.